# Parafia św. Jana Chrzciciela w Libidzy
Parafia św. Jana Chrzciciela w Libidzy – parafia rzymskokatolicka znajdująca się w archidiecezji częstochowskiej, w dekanacie Kłobuck, erygowana w 1987 roku.